# Sandford (Prees)
Sandford – przysiółek w Anglii, w Shropshire, w dystrykcie (unitary authority) Shropshire. Leży 23,4 km od miasta Shrewsbury i 232,2 km od Londynu. Sandford jest wspomniana w Domesday Book (1086) jako Sandord.